# Библиография Мирзы Гулама Ахмада
Мирза Гулам Ахмад (1835—1908), религиозный деятель из Индии, основатель Ахмадийской Мусульманской Общины. Он утверждал, что является «Mуджаддидом» (Божественным реформатором) 14-го исламского столетия, Обещанным Мессией (Вторым пришествие Христа), и Имамом Махди ожидаемым мусульманами перед концом света.
Мирза Гулам Ахмад написал более девяноста книг, многие из которых имеют сотни страниц. Его произведения содержат в себе как прозу, так и поэзию на трёх разных языках — урду, арабский и персидский. Его труды содержат экспозиции и объяснение исламского учения, зачастую в его переосмысленном образе. В его произведениях рассматривается широкий спектр таких предметов, как мистика и запутанные вопросы Исламской теологии. В его произведениях всегда фигурирует Священный Коран, который даёт новые смыслы для различных идей. Многие его книги несут полемический и апологетический тон в пользу Ислама. Несколько его книг получили международное распространение ещё при его жизни. Его эссе под названием «Философия исламских учений», изначально было представлено на конференции великих религий, состоявшейся в Лахоре в декабре 1896 года. Впоследствии оно было опубликовано в виде книги, которая была хорошо принята со стороны различных интеллектуалов в числе которых был русский писатель Лев Толстой.
Его произведения были собраны под руководством Мирзы Насира Ахмада, третьего халифа Ахмадийского движения в Исламе. Большинство его трудов были собраны в двадцати трех томах, известных как «Рухани Хазаин» («Духовные Сокровища»), включающие в себя его книги, брошюры, и различные периодические издания. Его анонсы и объявления были собраны в сборнике «Maджмуа Ищтихарат» (подборка анонсов). На английский и на другие языки переведено лишь несколько его книг. Его письма были изданы в трёх томах и известны как «Maктубатэ Ахмад». Его полные изречения были собраны в 5 томах, известных как «Maльфузат».

## Список книг
| Название книги (оригинальное на урду)     | название книги (на русском языке)и ее краткое описание .                                                                                | Том | Книга | краткое описание. |
| ----------------------------------------- | --- | --- | ----- | --- |
| Айна Kaмалати Ислам                       | Зеркало превосходства Ислама | 5   | 1     | Мирза Гулам Ахмад, находясь в разных поездках, объявил о том, что скоро он напишет книгу «Дафиуль Васавис» («Удаление сомнений»). В этой книге должен был содержаться ответ на все возражения противников ислама, которые они выдвигали. Мирза Гулам Ахмад будучи верен своему обещанию, во второй половине 1892 года, начал писать эту книгу, и в феврале 1893 года, она уже была опубликована. В ней он описал совершенство и красоту ислама. («Таблиги Рисалят» («Призыв к пророчеству»), том 2, стр.116). |
| Айяму-с-Сулх                              | Дни примирения | 14  | 4     | Эта книга была опубликована на фарси и урду языках. Вариант на фарси был опубликован 1 августа 1898 года. Вариант на урду с некоторыми добавлениями был опубликован 1 января 1899 года. Эта книга была названа так по двум причинам. 1) Это такие дни, когда ислам подвергся нападениям посредством пера и доводов вместо меча, и наша обязанность состоит в том, чтобы и мы стояли на страже ислама с помощью пера и доводов и поступали с миром и мягкостью. 2) Сейчас мир погружен в пороки, нечестивость и грехи. Человек должен совершить в себе святые преобразования с помощью покаяния и вымаливания прощения. Он должен примириться со своим Господом и Создателем. |
| Аль Балаг джиска дусра нам Фариядэ Дард   | Передача послания или другое название горестное стенание                                                                                | 13  | 2     | Эта книга была написана в ответ на книгу христиан «Уммахатуль Муминин» («Матери верующих»). В этой книге христиане оскорбили матерей верующих. В ней также рассказано о меморандуме организации «Анджуман Хамаяти Ислам». В этом меморандуме, они просили государственные органы запретить эту книгу, однако Мирза Гулам Ахмад, не согласился с ними. Он написал, что это не способ для опровержения ядовитой книги. Поскольку, если книга уже опубликована и люди её прочитали, и она уже оказала на них влияние, то какая будет польза от её запрета? Для этого необходимо в логичной и мягкой форменаписать ответ. В этой книге Мирза Гулам Ахмад, написал 10 условий для книги, которая будет написана в виде ответа. Эта книга сразу была переведена на английский язык и опубликована. На урду она была опубликована уже после его смерти.                                                |
| Аль Вассийят                              | Завещание | 20  | 6     | |
| Аль Хак мубасса Дели                      | Истина о дискуссии в Дели | 4   | 2     | |
| Аль Хак мубасса Лудхиана                  | Истина о дискуссии в Лудхиане | 4   | 1     | |
| Аль Худа ват-табсирату Лиман Яра          | Наставление и рецензия для тех, кто обладает зрением                                                                                    | 18  | 4     | |
| Aнджам-е-Aтхам                            | Конец Aтхама | 11  | 1     | Хазрат Обетованный Мессия, мир ему, начал писать эту книгу в 1896 году, и в начале 1897 года она была опубликована. В этой книге были описаны события, связанные с Атхамом. В ней был дан ответ на возражения христианских, мусульманских и арийских богословов. |
| Анваруль Ислам                            | Свет Ислама | 9   | 1     | Абдулла бин Атхам по причине своей склонности к истине не умер в тот срок, который был назначен для него. По этому поводу, люди подняли большой шум, и Хазрат Обетованный Мессия, мир ему, опубликовал книгу в которой ответил на возражения людей. В этой книге были собраны разные брошюры, в которых он призывал Атхама, поклявшись Богом, сказать, что он не склониться к истине, и если он принесёт такое свидетельство, тоза это он получит в награду несколько тысяч рупий. Эта его книга была опубликована 6 сентября 1894 года. |
| Арбаин                                    | Сорок брошюр | 17  | 3     | |
| Aрья Дхарам                               | Религия Ариев | 10  | 1     | Эта книга была опубликована 22 сентября 1895 года. В этой книге, Мирза Гулам Ахмад раскрыл суть полигамии и веры ариев в «Нёг». |
| Асмани Файсла                             | Небесный декрет | 4   | 3     | |
| Ахмади аор гайр Ахмади мэ кия фарк хе     | Какая разница между Ахмади и не-Ахмади                                                                                                  | 20  | 10    | |
| Барахинэ Ахмадийя (Часть I)               | доказательства Мухаммада… (Часть I) | 1   | 1     | Первая часть этой книги была издана в 1880 году. В этой части своей книги, Мирза Гулам Ахмад бросил вызов всем богословам этих религий. Он привёл доводы из Священного Корана об истинности пророка Мухаммада и Священного Корана. |
| Барахинэ Ахмадийя (Часть II)              | доказательства Мухаммада… (Часть II) | 1   | 2     | |
| Барахинэ Ахмадийя (Часть III)             | доказательства Мухаммада… (Часть III)                                                                                                   | 1   | 3     | |
| Барахинэ Ахмадийя (Часть IV)              | доказательства Мухаммада… (Часть IV) | 1   | 4     | |
| Барахинэ Ахмадийя (Часть V)               | доказательства Мухаммада… (Часть V) | 21  | 1     | |
| Баракат-уд-дуа’                           | Благословения мольбы | 6   | 1     | Хазрат Обетованный Мессия, мир ему, написал эту книгу, обращаясь к сэру Саиду Ахмад Хану |
| Горрмент ангрези оор джихад               | Британское Правительство и Джихад | 17  | 1     | |
| Гунна се наджат кион кар мил сакти хе?    | Как освободиться от греха | 18  | 6     | |
| Даафи уль баля ва миару ахлиль истифа     | Удалитель бедствия и критерий святых людей                                                                                              | 18  | 3     | |
| Джанг-е-Мукаддас                          | Священная война | 6   | 4     | |
| Заруратуль Имам                           | Необходимость Имама | 13  | 3     | В этой книге был дан ответ на вопросы, кто является Имамом эпохи и каковы его признаки? Какое он имеет превосходство над другими святыми, получавшими откровения, и видевшими вещие сны? В этой книге он также рассказал о признаках истинного откровения, и о сути обета верности. Здесь он также подробно описал судебный процесс по делу о налоге на доход. |
| Зия уль Хак                               | Сияние Истины | 9   | 3     | |
| Иджази Ахмади                             | Чудеса Ахмада | 19  | 3     | |
| Иджазуль Масих                            | Чудо Мессии | 18  | 1     | |
| Изала -э- Аохам                           | Удаление подозрений | 3   | 3     | |
| Ислами усул ки философии                  | Философия исламских учений | 10  | 3     | Это доклад Мирзы Гулама Ахмада, который был прочитан в Лахоре на конференции великих религий. Эта книга отвечает на пять вопросов: 1. Физическое, нравственное и духовное состояние человека. 2. Каково состояние человека после смерти. 3. Цель жизни человека и средства её достижения. 4. Применение практических правил Божьего закона в этой и в будущей жизни. 5. Источники Божественного знания. |
| Исмате Анбия                              | Непорочность пророков | 18  | 7     | |
| Истифта                                   | Вопросы о религиозных вердиктах | 12  | 2     | В этой книге Мирза Гулам Ахмад, от начала и до конца рассказал о пророчестве в отношении Лекх Рама. Затем он отправил эту книгу разумным людям и спросил их мнение, исполнилось ли это пророчество полностью или нет? В итоге, 4 тысячи человек послали ему свои мнения, заверенные подписями о том, что это пророчество исполнилось. Некоторые из этих свидетельств опубликованы в книге «Терьякуль Кулуб» («Противоядие сердец»). |
| Итмам-уль-худжа                           | Окончательность убедительных доводов | 8   | 3     | Эта книга была написана на арабском и урду языках. Выше мы уже упоминали о ней. |
| Кадиан кэ арья аор хам                    | Мы и арии Кадиана | 20  | 9     | |
| Карамату-Ссадикин                         | Чудеса правдивых | 7   | 2     | В этой книге Мирза Гулам Ахмад написал комментарий (тафсир) к суре «Аль-Фатиха», и четыре (4) оды восхваления пророка Мухаммада, на арабском языке. В этой книге, Мирза Гулам Ахмад бросил вызов Маульви Мухаммаду Хуссейну Батальви и другим исламским богословам написать хотя бы такой же комментарий и оды на литературном арабском языке. |
| Кашф-уль-гата                             | Раскрытие занавеса | 14  | 3     | Эта книга была опубликована 27 декабря 1898 года. В этой книге Мирза Гулам Ахмад рассказал о своей семье и о преданности его общины государству. В этой книге он опроверг пропаганду противников о том, что он не подчиняется законам государства. Особенно он опроверг обвинения Маульви Мухаммада Хуссейна. |
| Kашти-е- Нух                              | Ноев ковчег | 19  | 1     | |
| Китабуль Барийя                           | Книга об оправдательном приговоре | 13  | 1     | Эта книга опубликована 24 января 1898 года. В этой книге подробно описан судебный процесс по делу доктора Генри Мартина Кларка. Он возбудил этот судебный процесс против Мирзы Гулама Ахмада. В этой книге Мирза Гулам Ахмад, также опубликовал некоторые оскорбления, которые они нанесли пророку Мухаммаду. Здесь он обратил внимание государственных органов к тому, что если он кого-то и оскорбил в своём ответе, то эта была реакция человека, сердцу которого была нанесена рана. В этой книге также было написано о том, почему против него было возбуждено это судебное дело.Здесь он также рассказал о себе и своей семье. Он также рассказал о своих притязаниях. Эта книга бесподобна в деле опровержения христианской идеологии. |
| Лекчар Лахор                              | Лахорская лекция | 20  | 3     | |
| Лекчар Лудхиана                           | Лудхианская лекция | 20  | 5     | |
| Лекчар Сиалкот                            | Сиалкотская Лекция | 20  | 4     | |
| Луджатун-Нур                              | Море Света | 16  | 2     | |
| Махмуд ки амин                            | Мольба по случаю церемонии окончания чтения Священного Корана Хазратом Мирзой Башируддином Махмудом Ахмадом, да будет доволен им Аллах. | 12  | 6     | |
| Масих Хиндустан мэ                        | Иисус в Индии | 15  | 1     | Большинство христианских исследователей согласились с Мирзой Гуламом Ахмадом в том, что Мессия Иисус не умер во время распятия и не был вознесён на небеса в своём физическом теле. Очевидно, что это были две основы их веры в божественность Иисуса и в искупление. В этой книге приводятся доказательства о том, что Мессия Иисус не умер во время распятия и переселился в Кашмир, где умер естественной смертью и был похоронен в Сринагаре в квартале Ханьяр. Приведённые в этой книге доводы оказались сильными до такой степени, что до сих пор опровергнуть их не представляется возможным.Исследователи из числа христиан и индуистов уже признали, что Мессия Иисус был спасён от смерти через распятие и прибыл в Кашмир (Индия). Известные востоковеды также признали, что стихи о вознесении Иисуса были добавлены позднее.                                                       |
| Maвахиббу-р-Рахман                        | Дары Всемилостивого Бога | 19  | 5     | |
| Миар-уль-Мазаахиб                         | Критерий религий | 9   | 6     | |
| Mинану-р-Рахман                           | Щедроты Милостивого Бога | 9   | 2     | Эта бесподобная книга, которая доказывает, что арабский язык является матерью всех языков. Эта книга была не закончена им. Она была опубликована после его смерти. |
| Наджм-уль-Худа                            | Путеводная звезда | 14  | 1     | Эта книга была опубликована 20 ноября 1898 года. Она состояла из 4-х колонок. Первая колонка была написана на арабском языке, вторая – на урду, третья – на фарси, четвёртая – на английском. Она была опубликована без колонки на английском языке. Позднее она была переведена и на английский язык. Этот перевод осуществил Хан Бахадур Абуль Хашим Хан. В этой книге была подробна описана суть имён Мухаммад и Ахмад. |
| Насим-е-Даават                            | Приглашение легкого, прохладного ветерка                                                                                                | 19  | 6     | |
| Нишан-е-Асмани                            | Небесное знамение | 4   | 4     | |
| Нур-уль-Хак" (Часть I)                    | Свет истины" (Часть I) | 8   | 1     | (Часть 1-2). Эта книга написана на арабском языке. Её первая часть была опубликована в феврале. Вторая часть была опубликована в мае 1894 года. На дебатах в Амритсаре, Абдулла Атхам потерпел поражение, и ради того, чтобы отомстить за это, падре Имадуддин написал книгу под названием «Таузинуль Акваль». В этой книги он очень сильно оскорбил пророка Мухаммада. Он также выдвинул возражение относительно красноречия Священного Корана. Кроме этого он подстрекал государственные органы против Мирзы Гулама Ахмада и сказал, что он называет их даджалом. Он предупредил их в том, что, если Мирза обретёт силу, он поднимет мятеж против государства. Прочитав эту книгу, Мирза Гулам Ахмад, в ответ, написал книгу «Нуруль Хак». Он также объявил о призе в 5 000 рупий тому падре, который напишет ответ на его книгу («Ищтихар» от 17 марта 1894 года, «Таблиги Рисалят», том 3). |
| Нур-уль-Хак" (Часть II)                   | Свет истины" (Часть II) | 8   | 2     | |
| Нур-уль-Куран (Часть I)                   | Свет Корана" (Часть I) | 9   | 4     | 1-2 части. Первая часть этой книги была опубликована 15 июня, и вторая часть 20 декабря 1895 года. Мирза Гулам Ахмад хотел выпускать ежемесячный журнал, в котором бы им было разъяснено духовное совершенство Священного Корана. Однако из-за нехватки времени, он смог выпустить только два его номера. |
| Нур-уль-Куран (Часть II)                  | Свет Корана" (Часть II) | 9   | 5     | |
| Нузул-уль-Масих                           | Сошествие Мессии | 18  | 5     | |
| Пайгам-е-Сулух                            | Послание Примирения | 23  | 2     | |
| Пурани Тахрирен                           | Раннее творчестве | 2   | 1     | |
| Раз-е-Хакикат                             | Секрет Истины | 14  | 2     | Эта книга была опубликована 30 ноября 1898 года. В этой книге было описано жизнеописание пророка Иисуса, мир ему. Особенное внимание в этой книге, он уделил его путешествию в Кашмир и его могиле, которая находится в Сринагаре в квартале «Ханьяр». В конце этой книги написана брошюра о поступках Маульви Хуссейна Батальви. |
| Ревю бар мубасса Батальви ва Чакральви    | Обзор относительно дебатов с Батальви и Чакральви                                                                                       | 19  | 4     | |
| Руйдад Джальса-е-Дуа’                     | Рапорт о мольбе Ежегодного съезда | 15  | 5     | |
| Сабз Ищтихар                              | Зеленая брошюра — объявление | 2   | 4     | |
| Санатан Дхарам                            | Религия Санатан | 19  | 7     | |
| Сат бачан                                 | Истинное слово | 10  | 2     | В этой книге, он описал всё, что было увидено им после поездки в «Дхера Баба Нанак». Он также доказал религию Гуру Баба Нанака из его книг под названием «Гуру Грант» и «Джанам Саки». |
| Сачаи Ка Изхар                            | «Изложение истины» | 6   | 3     | Когда христианские священнослужители согласились на проведение дебатов с Мирзой Гуламом Ахмадом, они очень сильно пожалели об этом. Они хотели провести дебаты не с ним, а с другими исламскими богословами. В этой связи, они распространили фетву Маульви Мухаммада Хуссейна Батальви о неверии Мирзы Гулама Ахмада. Они подстрекали к проведению дебатов с мусульманами в городе «Джанди Аала». Они говорили им, что их представитель ислама не является мусульманином в глазах всех остальных мусульман, и поэтому им нужно выбрать другого представителя для проведения дебатов с ними. Однако мусульмане города «Джанди Аала» сказали им, что их представителем будет только Мирза Гулам Ахмад. |
| Сирадж-е-мунир                            | Сияющий Светильник | 12  | 1     | В этой книге Мирза Гулам Ахмад описал 37 своих знамений, которые уже исполнились. В ней, он также подробно описал пророчество относительно Абдуллы Атхама и Пандита Лекх Рама. В ней также были опубликованы три письма Ходжи Гулама Фарида сахиба из Чачра Шарифа. |
| Сираджуддин Исаи кэ Чар Савалон кэ Джаваб | Ответ на четыре вопроса христианина Сираджуддина                                                                                        | 12  | 6     | Объём этой книги состоял из 38 страниц. Это был ответ Обетованного Мессии, мир ему, на четыре вопроса Сираджуддина – профессора христианского миссионерского колледжа Лахора. |
| Сират-уль-Абдал                           | Жизнеописание Святых | 20  | 2     | |
| Сир-руль-Хилафа                           | Тайна Халифата | 8   | 4     | Эта книга также написана на арабском и урду языках. Она была опубликована в июле 1894 года. В этой книге в очень тонкой форме обсуждается вопрос об институте Халифата. В ней очень прекрасным образом было вынесено решение относительно споров между шиитами и суннитами. |
| Ситара-е-Касрия                           | Звезда Кесаря | 15  | 2     | 26) Эта книга была опубликована 24 августа 1899 года. В этой книге Мирза Гулам Ахмад опроверг верования христиан, как он сделал это в книге «Тохва Кайсарийя», в которой пригласил в Ислам королеву Викторию. |
| Сурма чашма-е-Ария                        | Сурма для глаз ариев | 2   | 2     | |
| Тазкират-уль-Шахадатайн                   | Повествование о двух мучениках | 20  | 1     | |
| Таджалият-е- Иляхия                       | Божественные Проявления | 20  | 8     | |
| Taузих Маарам                             | Выяснение целей | 3   | 2     | |
| Терьяк-уль-Кулуб                          | Противоядие сердец | 15  | 3     | эта книга была написана в 1899 году, и опубликована 28 октября 1902 года с добавлением четырёх последних страниц. В начале этой книги опубликована очень известная поэма на фарси. В этой поэме Обетованный Мессия, мир ему, описал признаки совершенного верующего. Затем он описал в ней особенные признаки живого пророка. После этого он описал свои знамения. |
| Тохфа-е-Голравия                          | Подарок Голравии | 17  | 2     | |
| Tохфа-е-Багдад                            | Подарок Багдаду | 7   | 1     | Эта книга была написана Мирзой Гуламом Ахмадом в ответ на брошюру и письмо Саида Абду Раззака Кадри Багдади. В этой книге Мирза Гулам Ахмад в полной мере, разъяснил свои притязания. |
| Тофва-е-Газнавия                          | Подарок Газнавии | 15  | 4     | |
| Tохфа-е-Кайсария                          | Подарок Королеве | 12  | 4     | В этой книге, Обетованный Мессия, мир ему, пригласил королеву Англии в Ислам. |
| Тохфат-ун-Надва                           | Подарок Надве | 19  | 2     | |
| Фатхэ Ислам                               | Победа Ислама | 3   | 1     | |
| Хамаматуль Бушра                          | Голубь Благой Вести | 7   | 3     | Эту книгу, Хазрат Обетованный Мессия, мир ему, написал для жителей Хиджаза по просьбе араба Мухаммада бин Ахмада из Мекки. В этой книге Его Святейшество разъяснил свои притязания. |
| Хакикату-ль-Махди                         | Истинность Махди | 14  | 5     | Эта книга была опубликована 21 февраля 1899 года. В этой книге Мирза Гулам Ахмад раскрыл тайный заговор Маульви Мухаммада Хуссейна Батальви, который был составлен им для государственных органов против Мирзы Гулама Ахмада. Мирза Гулам Ахмад написал, что, всё, что было написано против него Маульви Мухаммадом Хуссейном Батальви является ложью. Он написал: «У меня нет никаких намерений идти против государства. Я также не верю в пришествие кровавого Махди. Маульви Мухаммад Хуссейн поступил вероломно в отношении раскрытия своей веры. Если он правдив в своей вере, государственные органы должны уговорить его, чтобы он открыто сообщил о своей вере богословам и народу. Однако я уверяю государственные органы в том, что он не поступит так». |
| Хакикату-ль-Вахи                          | Реальность Откровения | 22  | 1     | |
| Худжату-ль-Ислам                          | Убедительное Доказательство Ислама | 6   | 2     | В этой книге, обращаясь к доктору Генри Мартину Кларку и к другим христианам, Мирза Гулам Ахмад написал о том, что, в эту эпоху только ислам является живой религией. В этой книге были описаны условия дебатов, которые состоялись позднее в Амритсаре и были опубликованы в книге под названием «Джанги Мукаддас» («Священная война»). |
| Худжатуллах                               | Убедительные Доказательства от Бога | 12  | 3     | Эту книгу Мирза Гулам Ахмад написал на арабском языке. Объявление о написании этой книги он сделал 17 марта 1897 года. Написание этой книги было закончено через 41 день после этого объявления, и опубликована 26 мая 1897 года. В этой книге он бросил вызов всем мусульманским богословам и особенно Абдул Хакку Газнави и Шейху Наджафи со словами: «Если вы имеете хоть капельку стыда и чести, то напишите такую же книгу на арабском языке в течение 41 дня. Затем мы возьмём в качестве судьи Маульви Абдуллу Тунки либо другого знатока арабского языка. Этот судья должен, поклявшись Аллахом, сказать, что ваша книга лучше или равна с моей книгой в отношении красноречия и истинного познания. Если те, кто принёс такую клятву, благодаря моим мольбам, не будут наказаны в течение 41 дня, то я сожгу все свои книги, и покаюсь на его руке».                                   |
| Хутба ильхамия                            | Проповедь-откровение | 16  | 1     | |
| Чашма-е-Марифат                           | Источник Познания | 23  | 1     | |
| Чашма-е-Масих                             | Источник Христианства | 20  | 7     | |
| Шахадат-уль-Куран                         | Свидетельство Корана | 6   | 5     | В этой книге Хазрат Обетованный Мессия, мир ему, доказал истинность своих притязаний на основе Священного Корана и хадисов. |
| Шахна-е-Хак                               | Батальон Истины | 2   | 3     | |
| Эк исаи кэ тин савал ор ун кэ джавабат    | Три вопроса одного христианина и ответы на них                                                                                          | 4   | 5     | |
| Эк галати ка изала                        | Исправление одной ошибки | 18  | 2     | |